# Reichard Streun von Schwarzenau
Richard Streun von Schwarzenau (Schwarzenau, 1538 – Ferschnitz, 1600) è stato un nobile, politico e storico austriaco.
Fu presidente della Hofkammer imperiale.

## Biografia
Membro della nobiltà austriaca, Reichard Streun von Schwarzenau studiò giurisprudenza tra il 1554 ed il 1559 alle università di Padova e di Strasburgo. Tornato in patria, dal 1564 al 1566 divenne membro del consiglio imperiale e dal 1567 al 1575 presidente della Hofkammer, nonché uno dei più stretti collaboratori e confidenti di Massimiliano II.
Essendo un fedele protestante, la sua figura venne vista con sospetto da alcuni a corte e presso certi ambienti religiosi austriaci, ma la fiducia di cui godeva presso l'imperatore fu la chiave del suo successo; questa posizione lo spinse spesso a cercare di mediare nella lotta tra protestanti e cattolici ed è per questo che è considerato uno dei padri delle concessioni religiose fatte dall'imperatore nel 1568.
Storico capace, dal 1588 iniziò a lavorare alla sua opera principale, "Landhandfeste", un compendio della costituzione statale, che riassume tutti i privilegi dell'impero. Lavorò inoltre all'opera "Annales historici oder Historisch Jarzeit Buech des Ertzherzogthums Österreich ob der Ennß", un primo tentativo di delineare una storia dell'Alta Austria.
Pur possedendo il castello della sua famiglia a Schwarzenau dove era nato, Reichad visse prevalentemente al castello di Freydegg, pur ottenendo altri feudi nel corso della sua carriera (nel 1572 ottenne Dürnstein, nel 1579 la Thürnthal e nel 1582 Langenlois).
Nel gennaio del 1563 sposò Katharina von der Dürr a Pernstein. La coppia ebbe due figli maschi e sette figlie femmine. Dopo la morte di Katharina nel 1580, si risposò il 24 settembre 1581 al castello di Karlsbach con Regina von Tschernembel, sorella di Georg Erasmus von Tschernembl. La coppia ebbe insieme altri cinque figli.
Alla sua morte, Reichard venne sepolto al castello di Ferschnitz.